# Hathliolophia alboplagiata
Hathliolophia alboplagiata – gatunek chrząszcza z rodziny kózkowatych i podrodziny zgrzypikowych. Jedyny przedstawiciel rodzaju Hathliolophia.

## Zasięg występowania
Gatunek ten występuje na Celebesie.